# 1808 aux échecs
| Années des échecs : 1805 - 1806 - 1807 - 1808 - 1809 - 1810 - 1811    |
| Décennies des échecs : 1770 - 1780 - 1790 - 1800 - 1810 - 1820 - 1830 |

Cet article présente les faits marquants de l'année 1808 aux échecs.

## Événements majeurs
Jacob Sarratt publie ‘’A Treatise on the Game of Chess’’ en deux volumes, à Londres. Il y est fait pour la première fois référence à l’expression « j’adoube ». La même année, il s’installe au café Salopian, dans la capitrale anglaise, pour devenir joueur professionnel.

## Naissances
17 décembre : George Allen, neveu d’Ethan Allen, auteur de livres sur les échecs.